# João Nílton dos Santos Souza
João Nílton dos Santos Souza (* 2. September 1943 in Amargosa, Bahia) ist ein brasilianischer römisch-katholischer Geistlicher und emeritierter Bischof von Amargosa.

## Leben
João Nílton dos Santos Souza empfing am 20. Dezember 1969 das Sakrament der Priesterweihe.
Am 4. August 1986 ernannte ihn Papst Johannes Paul II. zum Koadjutorbischof von Bom Jesus da Lapa. Der Bischof von Amargosa, Alair Vilar Fernandes de Melo, spendete ihm am 9. November desselben Jahres die Bischofsweihe; Mitkonsekratoren waren der emeritierte Bischof von Amargosa, Floréncio Cicinho Vieira, und der Bischof von Bom Jesus da Lapa, José Nicomedes Grossi. Am 31. August 1988 bestellte ihn Johannes Paul II. zum Bischof von Amargosa. Die Amtseinführung erfolgte am 30. Oktober desselben Jahres.
Papst Franziskus nahm am 10. Juni 2015 seinen vorzeitigen Rücktritt an.